# 埃爾克萊克鎮區 (明尼蘇達州格蘭特縣)
埃爾克萊克鎮區（英語：Elk Lake Township）是位於美國明尼蘇達州格蘭特縣的一個行政鎮區。

## 地方資料
埃爾克萊克鎮區的面積為91.87平方千米，當中陸地面積為83.40平方千米，而水域面積為8.46平方千米。根據2020年美國人口普查的數據，當地共有人口278人，而人口密度為每平方千米3.03人。